# Hereke
Hereke es un pueblo en la provincia de Kocaeli, Turquía, ubicado al norte del Golfo de İzmit, cerca de Estambul. Es muy conocido por sus alfombras Hereke. Perteneció al distrito de Gebze hasta que se transfirió a Körfez en 1987 y tuvo estado de municipio hasta 2009. Está compuesto de 17 Ağustos (17 de agosto), Agah Ateş, Cumhuriyet, Hacı Akif, Kışladüzü (antigua villa), Şirinyalı (antigua villa) y los mahalles de Yukarı Hereke. Puede llegarse en bus (desde Gebze e İzmit), bus público (desde Darıca, Gebze e İzmit), tren expreso de Adapazarı, barcos y buses marítimos.

## Historia
Hereke es un centro de tejido de alfombras único ubicado en el extremo norte de la bahía de Izmit, cerca de Estambul. El pueblo de Hereke es reconocido por producir las mejores alfombras anudadas a mano del mundo. Estas alfombras especiales representan el pináculo de la tradición turca del tejido de alfombras. El sultán Abdulmecid, emperador otomano, estableció la Fábrica Imperial Hereke en 1843 para producir alfombras, telas, tapicería y cortinas exclusivamente para la corte otomana.
A partir de 1920, Hereke albergó una escuela de fabricación de alfombras dirigida por el estado. Tanto mujeres musulmanas como cristianas y niños asistían a clases.
El establecimiento de la Fábrica Imperial Hereke por el sultán Abdulmecid coincidió con la construcción del Palacio de Dolmabahçe, en Estambul. El sultán Abdulmecid afirmó que los palacios más grandes del mundo también debían exhibir las mejores alfombras del mundo. Se estableció un taller en los terrenos del Palacio de Dolmabahçe y se trajeron tejedores de Hereke. La Fábrica Imperial Hereke y el taller Hereke en Dolmabahçe produjeron las magníficas alfombras que decoran el palacio. Se produjeron más de 140 alfombras grandes y 115 tapetes de oración, con un total de más de 4,500 m².
Los diseños de Hereke no solo se inspiraron en los motivos y composiciones de las alfombras tradicionales turcas, sino también en los motivos curvilíneos más elaborados de Persia y el Egipto mameluco. Muchos diseños reflejan los gustos contemporáneos de Europa Occidental. La composición del medallón Usak, utilizada en las alfombras turcas desde el siglo XVI, fue ampliamente utilizada en la fábrica de Hereke. La complejidad de los diseños y el gran volumen de nudos necesarios hicieron que la construcción de las alfombras Hereke fuera un proceso muy largo. La calidad superlativa de las alfombras Hereke se logró combinando las mejores técnicas de fabricación de alfombras disponibles, creando así un nuevo arquetipo.
La producción de Hereke se interrumpió en 1878, cuando la fábrica se quemó hasta los cimientos, sin embargo, la Fábrica Imperial fue reconstruida en 1882. Durante finales del siglo XIX y principios del XX, los tejedores de Hereke produjeron exclusivamente para la aristocracia del Imperio Otomano, visitando dignatarios y jefes de Estado. Las finas alfombras Hereke anudadas a mano se obsequiaron a las familias reales de Japón, Rusia, Alemania e Inglaterra. La demanda aumentó constantemente a medida que las alfombras Hereke ganaban elogios en toda Europa. A medida que aumentó la producción, las alfombras Hereke estuvieron disponibles en los mercados de Estambul. Las alfombras Hereke recibieron numerosos premios y medallas por su excelente calidad. Viena (1892), Lyon (1894), Bursa (1907), Viena (1908), Bruselas (1910 y 1911), Bursa (1911), Turín (1911) e Izmir (1921).